# Piet Baete
Piet Baete (Oostende, 12 mei 1978) is een Vlaams scenarist, schrijver, statement analist en gerechtsdeskundige. Hij is getogen in Knokke-Heist en woont in Boechout.
Baete studeerde Germaanse talen aan de Katholieke Universiteit Leuven. Na zijn opleiding vertrok hij naar de Verenigde Staten om er een jaarcursus scenarioschrijven te volgen. Hij studeerde in Los Angeles aan de U.C.L.A. en keerde in juni 2001 terug naar België.
In Vlaanderen maakte hij naam als scenarist van de serie Team Spirit, Aspe, Galaxy Park, Spitsbroers (2017) en Professor T (2017).
In 2007 debuteerde hij bij Manteau met zijn boek Dromen van de dood. Daarna bracht hij Poker uit, Wacht maar tot ik wakker word, Verzwijg mij niet en Vrijdag de 14de. In 2016 werd Baete weggeplukt door uitgeverij Lannoo waar hij de roman Wie niet weg is (2016, 4**** VN-Thrillergids) publiceerde en in oktober 2017 Het Laatste Woord.
In 2020 keerde hij terug naar zijn oude stal Manteau om er te verschijnen met een nieuwe reeks, 'Noodlot'. De dood van Anke Hoffman verscheen in september 2021, gevolgd door Superhelden sterven niet, dat werd genomineerd voor de Hercule Poirotprijs.  
Piet Baete legde zich sinds 2020 steeds meer toe op misdaadanalyse en haalde zijn diploma van statement analist bij Peter Hyatt (Hyatt Analysis Services). In 2024 behaalde hij het Microcredential getuigschrift juridische opleiding gerechtsdeskundige aan de KULeuven. Als statement analist / gerechtsdeskundige assisteert hij de gerechtelijke overheid met de analyse van vooral cold cases. Als onafhankelijk analist assisteert hij ook procespartijen die gebaat zijn bij een waarheidsanalyse van de verklaringen van een verdachte in een rechtszaak.   
Piet Baete schreef een boek over het onderwerp van statement analyse: Ontmasker de leugenaar ..   
Sinds 2022 werkt Baete ook als scenarist en regisseur voor het programma True Crime Belgium, een documentairereeks die Belgische moordzaken belicht aan de hand van getuigenissen van directe betrokkenen van het slachtoffer.  